# Журнал Московской Патриархии
Журна́л Моско́вской патриархи́и — официальное издание Русской православной церкви. Выходит ежемесячно. Главной целевой аудиторией является православное духовенство и активные миряне.

## История
Начал издаваться с 1931 года, через тринадцать лет после закрытия в 1918 году «Церковных ведомостей», официального органа Святейшего Синода. Само название журнала говорило о том, что он «является выразителем истинно церковного самосознания» (ЖМП. 1931. № 1. С. 1). Журнал был заявлен как ежемесячный, однако в первый год издания вышло только 6 номеров; далее (1932—1935) журнал выходил ещё реже (раз в 4 месяца) и имел сплошную нумерацию (8 номеров были сдвоенными). Журнал не имел обложки, тираж его был 3000 экземпляров, а объем — от 8 до 14 страниц вместе с календарными сведениями на несколько ближайших месяцев вперед (выпускать церковный календарь отдельным изданием тогда возможности не было). После закрытия обновленческих журналов оставался единственным церковным изданием в СССР. Вышло 24 номера, затем выпуск в 1935 году был запрещён властями.
После перерыва возобновился в 1943 году: № 1 датирован 12 сентября, в день интронизации патриарха Московского и всея Руси Сергия. Тираж в 3 000 экземпляров был отпечатан на одном из лучших полиграфических предприятий Москвы — в типографии № 18 треста «Полиграфкнига» ОГИЗа. Со второго номера за 1943 год тираж ЖМП был увеличен до 5 000 экземпляров, а начиная с № 9 за 1944 год — составлял 6 000 экземпляров.
Журнал был рассчитан на духовенство, его функция заключалась в передаче информации: освещении событий церковной жизни (в том числе в епархиях и за границей), публикации постановлений Священного Синода, указов и посланий Патриарха и проч. Также на страницах ЖМП печатались проповеди, исследования на богословские и церковно-исторические темы и др.
Как отметил в 2000 году главный редактор издательства Московской Патриархии Архиепископ Бронницкий Тихон (Емельянов): «несмотря на известные ограничения эпохи тоталитаризма, журнал всё же сыграл весьма большую роль в жизни Церкви. Конечно, по своему уровню он был несопоставим с дореволюционными изданиями — ни в отношении объёма (достаточно напомнить, что в 30-х годах он имел 8-10 страниц, в 40-х — 40-60 и только начиная с 1954 года — нынешние 80), ни в отношении тиража (рядовому верующему достать его было практически невозможно), ни в отношении содержания. И тем не менее это был тот небольшой огонёк, который не смогли загасить враждебные ветры эпохи. К нему тянулись, вокруг него собирались все немногие в то время богословские, литературные церковные силы. В Журнале в разное время работали, с ним сотрудничали выдающиеся отечественные богословы, литургисты, церковные историки, учёные-слависты. Эта традиция продолжается и ныне».
Тираж номера составлял 25 тыс. экз., в 1984 году был увеличен до 30 тыс. экз.
В 1971—1994 годы издание выходило и на английском языке — The Journal of the Moscow Patriarchate.
В 1993-1994 годах вышло 11 номеров Журнала Московской Патриархии. Официальная хроника.
В связи с реорганизацией Издательского отдела Московской Патриархии на Архиерейском Соборе РПЦ 1994 года и отстранения от его руководства митрополита Питирима (Нечаева) выпуск ЖМП временно приостановился — впервые с 1943 года. За первые 9 месяцев 1995 года вышло только 2 номера: № 5 (к Пасхе) и спецвыпуск. Усилиями нового главного редактора епископа Тихона (Емельянова) за несколько месяцев недостающие номера были подготовлены и долг перед подписчиками ЖМП ликвидирован. Существенно изменилось художественное оформление журнала: иллюстрации стали цветными, их количество значительно увеличилось.
За время существования не раз менялся дизайн и формат. На начало 2000-х годов формат был 70x100 1/16, 80 полос.
Весной 2009 года Патриарх Кирилл поставил вопрос о приведении содержания и внешнего вида журнала в соответствие с задачами, стоящими перед Русской Православной Церковью. В апреле 2009 года ответственным редактором журнала назначен Сергей Чапнин, реорганизовавший издание. С января 2010 года журнал выходит в новом формате на 96 полосах. Как отметил Сергей Чапнин: «Признаюсь в том, что я сделал с <…> „Журналом Московской Патриархии“ в 2009, не было ничего нового. Я просто вернулся к забытым традициям русской церковной журналистики конца XIX — начала XX века. А именно — возродил в официальных изданиях неофициальную часть. Только так можно показать, что за строгим церковным фасадом была, есть и будет настоящая жизнь».
В 2012—2014 годы выходило специализированное приложение к ЖМП «Храмоздатель». В 2013—2015 гг. выходила iPad-версия журнала. В апреле 2023 года ежеквартальный выпуск журнала «Храмоздатель» был возобновлён.

## Редакционный совет
В сентябре 2011 года по благословению Патриарха Московского и всея Руси Кирилла был создан редакционный совет «Журнала Московской Патриархии»:
- митрополит Волоколамский Иларион (председатель),
- председатель Синодального отдела религиозного образования и катехизации митрополит Ростовский и Новочеркасский Меркурий (Иванов),
- председатель Синодального отдела по благотворительности и социальному служению епископ Смоленский и Вяземский Пантелеимон (Шатов),
- ответственный секретарь Патриаршего совета по культуре митрополит Псковский и ПорховскийТихон (Шевкунов),
- председатель Патриаршей комиссии по вопросам семьи, защиты материнства и детства Димитрий Смирнов,
- председатель Синодального информационного отдела Владимир Легойда
- ответственный редактор «Журнала Московской Патриархии» Евгений Стрельчик (в 2016 году он сменил на этой должности Сергея Чапнина).

## Главные редакторы
- митрополит Сергий (Страгородский) (1931—1935)
- Патриарх Московский и всея Руси Сергий (1943—1944)
- Патриарх Алексий (Симанский) (1945, № 2—12)
- митрополит Николай (Ярушевич) (1946—1960; в выходных данных — Редакционная коллегия)
- епископ, архиепископ Никодим (Ротов) (председатель Редакционной коллегии с № 10, 1960, — 1961, № 12; ответственный редактор А. Ф. Шишкин)
- архимандрит, епископ, архиепископ, митрополит Питирим (Нечаев) (ответственный редактор — с № 1 1962—1994)
- епископ, архиепископ Тихон (Емельянов) (1995—2000)
- протоиерей Владимир Силовьев (2000—2017)
- епископ Николай (Погребняк) (с 2017)